# Im Böckmannsbusch 31/33

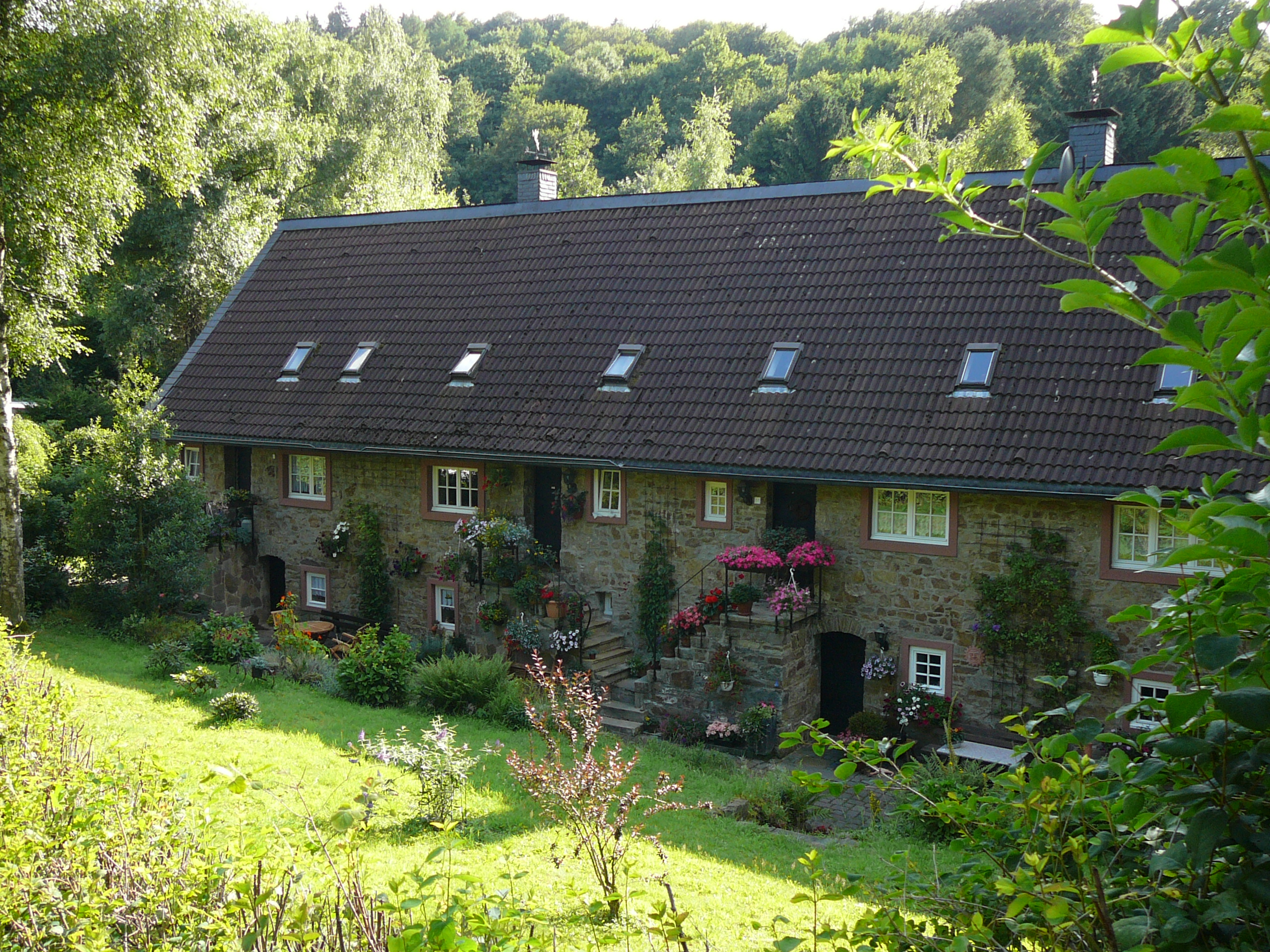
Im Böckmannsbusch 31/33

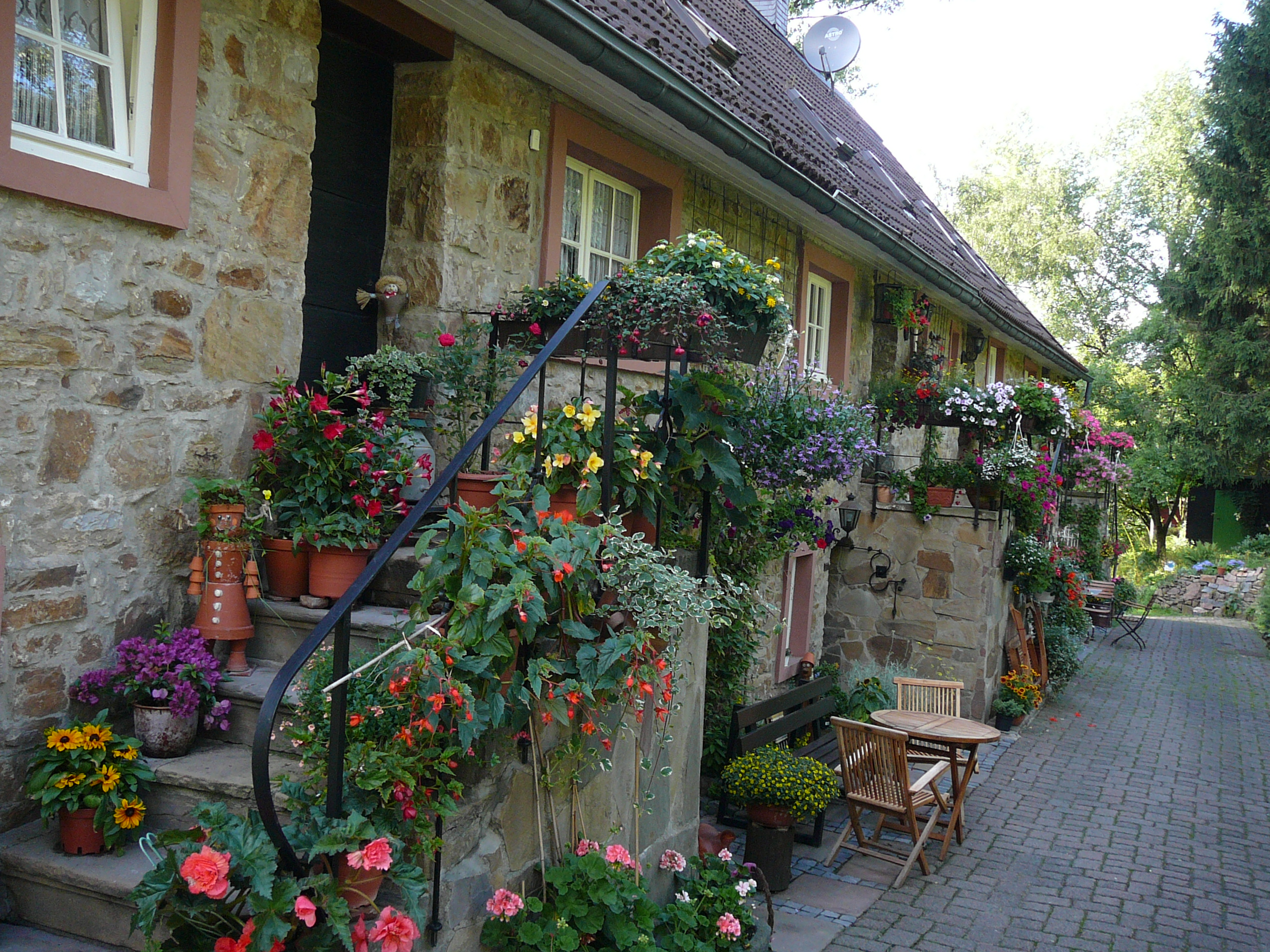
Blick nach Norden

Das Doppelhaus Im Böckmannsbusch 31/33 (ehemals Oberbergische Straße 89c–f) gehört zu den ältesten noch erhaltenen steinernen Wohngebäuden in Wuppertal. Es befindet sich im Wohnquartier Kothen des Stadtbezirks Barmen.
Das zweigeschossige Haus ist mit einem Satteldach versehen, die Giebeldreiecken sind verschiefert. Das aus Bruchsteinen errichtete Haus ist lang gestreckt und besitzt eine Länge von rund 28 Metern und eine Breite von neun Meter. Oberhalb eines hohen Kellergeschoss wird der Zugang jeweils durch vier Freitreppen auf der östlichen Seite ermöglicht. Der Auer Bach fließt westlich des Hauses vorbei.

## Geschichte
Laut der Unteren Denkmalbehörde ist das Haus in der zweiten Hälfte des 18. Jahrhunderts errichtet worden, es bestand ursprünglich aus vier selbstständigen Wohneinheiten. Das Nebengebäude des Hofes Böckmann wurde sowohl als Wohnstätte als auch als frühindustrielle Produktionsstätte genutzt. Nach einer anderen Quelle wird das steinerne Wohnhaus schon um 1620 erwähnt und zu dieser Zeit als „Nonnenklösterle“ bezeichnet. Es diente möglicherweise der Unterbringung von Geistlichen oder Frauen von Stand. Die dendrochronologische Untersuchung am eichenen Kehlbalken im Dachgeschoss ergab als Fällungsjahr den Winter 1722/23 somit ist als Erbauungsjahr des Dachstuhls als 1723 anzunehmen.
In dem Haus wohnte um 1850 die Familie des Heimwebers Carl Wilhelm Enters (1824–1898) in zwei Zimmern unter dem Dach. Sein Sohn Hermann Enters (1846–1940), eines der zwölf Kinder, wanderte später nach Amerika aus und hinterließ seine Erinnerungen an die Kindheit im frühindustriellen Wuppertal in einem Brief. Dieser Brief wurde wissenschaftlich ausgewertet und durch eine Bearbeitung des Historikers Klaus Goebel 1970 erstmals veröffentlicht. Die Erinnerungen sind zum Teil als Unterrichtsstoff in Schulen verwendet worden.
Das Hofeshaus Böckmann, das sich südlich befand, wurde nach dem Zweiten Weltkrieg abgebrochen. Am 13. Oktober 1987 wurde das Wohnhaus als Baudenkmal in die Denkmalliste eingetragen.